# Skuldelev Kirke
Skuldelev Kirke er en kirke i Skuldelev Sogn i Frederikssund Kommune. Præst ved kirken er Victor Graeser-Greve.

## Eksterne kilder og henvisninger
- Wikimedia Commons har flere filer relateret til Skuldelev Kirke
- Skuldelev Kirke Arkiveret 31. januar 2011 hos  Wayback Machine hos nordenskirker.dk
- Skuldelev Kirke hos KortTilKirken.dk
- Skuldelev Kirke hos danmarkskirker.natmus.dk (Danmarks Kirker, Nationalmuseet)